# بیاتا پازنیاک
بیاتا پازنیاک (لهستانی: Beata Poźniak Daniels؛ زادهٔ ۳۰ آوریل ۱۹۶۰) (که در زبان لهستانی، بئاتا پوژنیاک تلفظ می شود) یک هنرپیشه، نقاش، کارگردان و مانکن اهل لهستان و ایالات متحده آمریکا است.
از فیلم‌ها یا برنامه‌های تلویزیونی که وی در آن نقش داشته است می‌توان به جی‌اف‌کی اشاره کرد.